# Gloria Friedmann
Gloria Friedmann (Kronach, 1950) is een Duitse fotografe, beeldhouwster en installatiekunstenaar.

## Leven en werk
Friedmann kreeg haar opleiding in Duitsland, maar vertrok in 1977 naar Frankrijk.
Zij werd in 1980 uitgenodigd voor deelname aan de XI Biennale de Paris in Parijs en in 1987 aan documenta 8 in Kassel.
De kunstenares woont en werkt sinds 1977 in Aignay-le-Duc en Parijs. Zij is gehuwd met de Franse kunstenaar Bertrand Lavier.

## Werken (selectie)
- Denkmal (1990), Skulpturenensemble Moltkeplatz Essen in Essen
- Stigma of The Wanås Wall (1991), Beeldenpark Slott Vanås in Skåne
- Les Représentant (1992)[1], Collectie Frac Lorraine
- Die Grünstation[2], Waldskulpturenweg - Wittgenstein - Sauerland in Bad Berleburg/Schmallenberg
- Hier + Jetzt - den Opfer nazionalsozialistischer Justiz in Hamburg (1997), Hanseatisches Oberlandesgericht in Hamburg
- Le Carré Rouge[3], Plateau van Langres in Villars-Santenoge

## Enkele exposities
- Existentia (1987), documenta 8 in Kassel
- Zeitwenden (2000), Kunstmuseum Bonn in Bonn
- Les Contemporains (2007)[4] - 13 gipsen figuren, expositie Counterpoint III (2007)[5], Cour Puget van het Louvre, Parijs
- 3e.Biënnale van Moskou (2009), Garage (ГАРАЖ), Centrum voor Hedendaagse Cultuur in Moskou
- Lune rousse (2009)[6] in het Musée Bourdelle, Parijs

## Fotogalerij

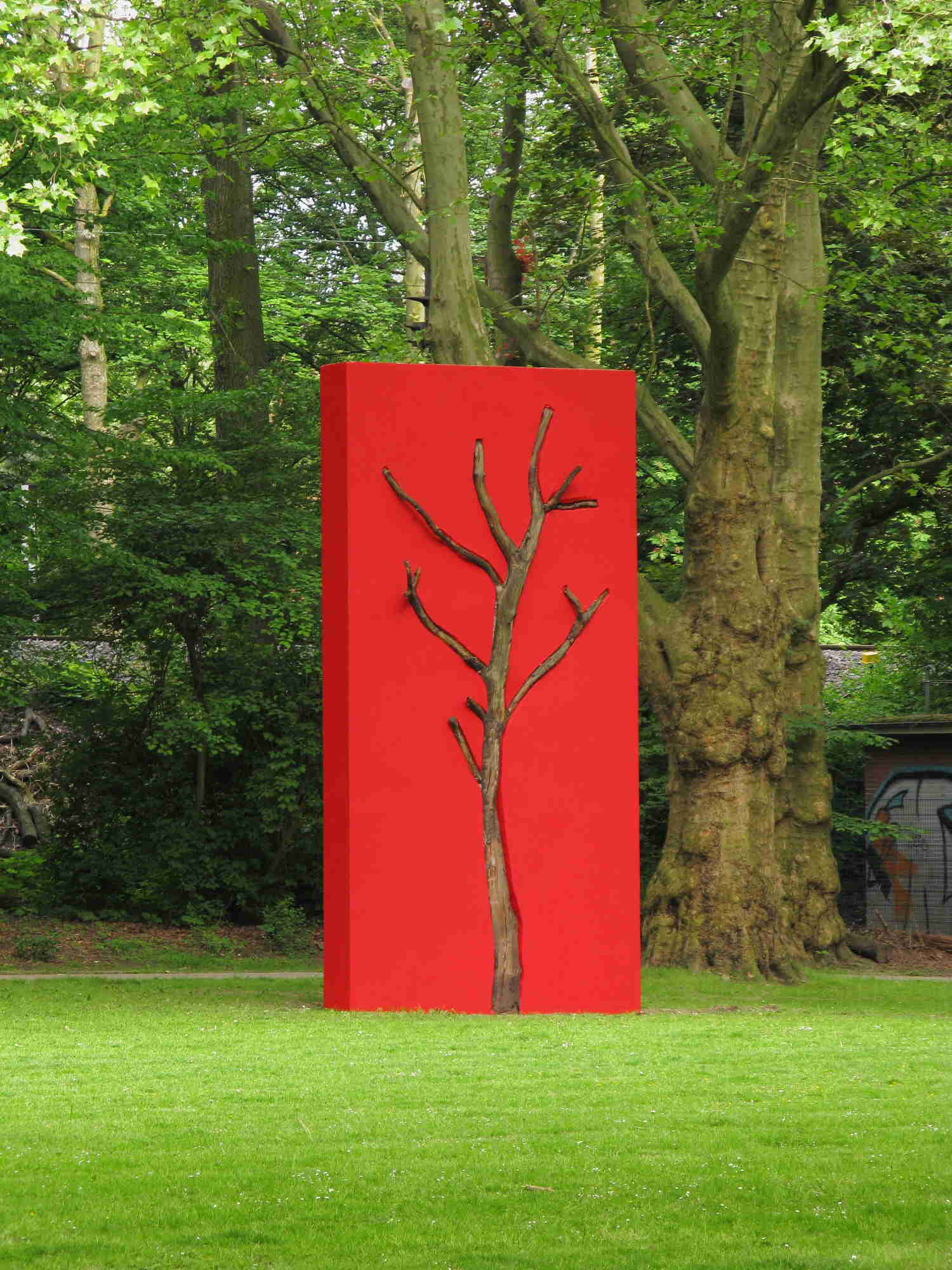
Denkmal (1990)
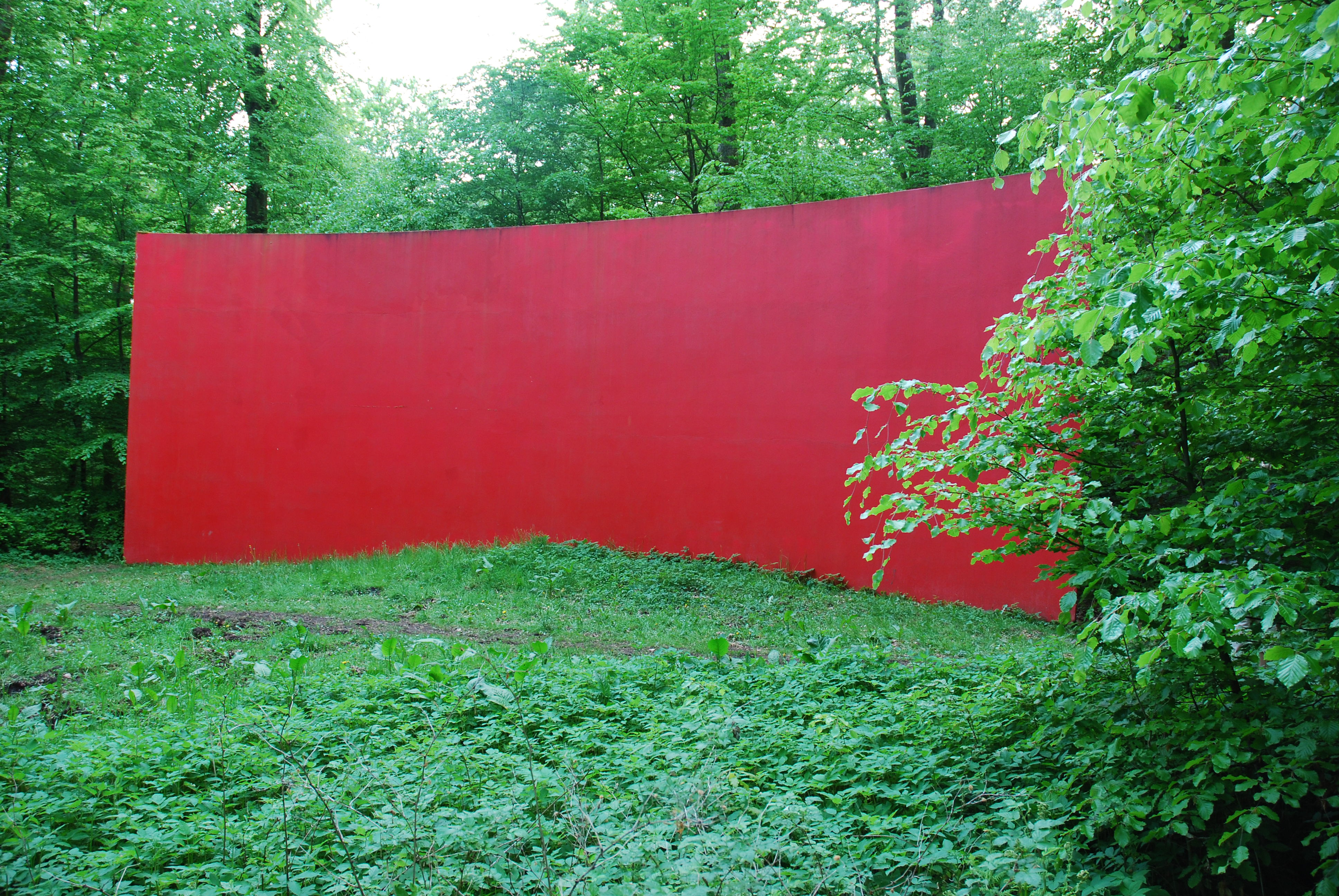
Stigma (1991)
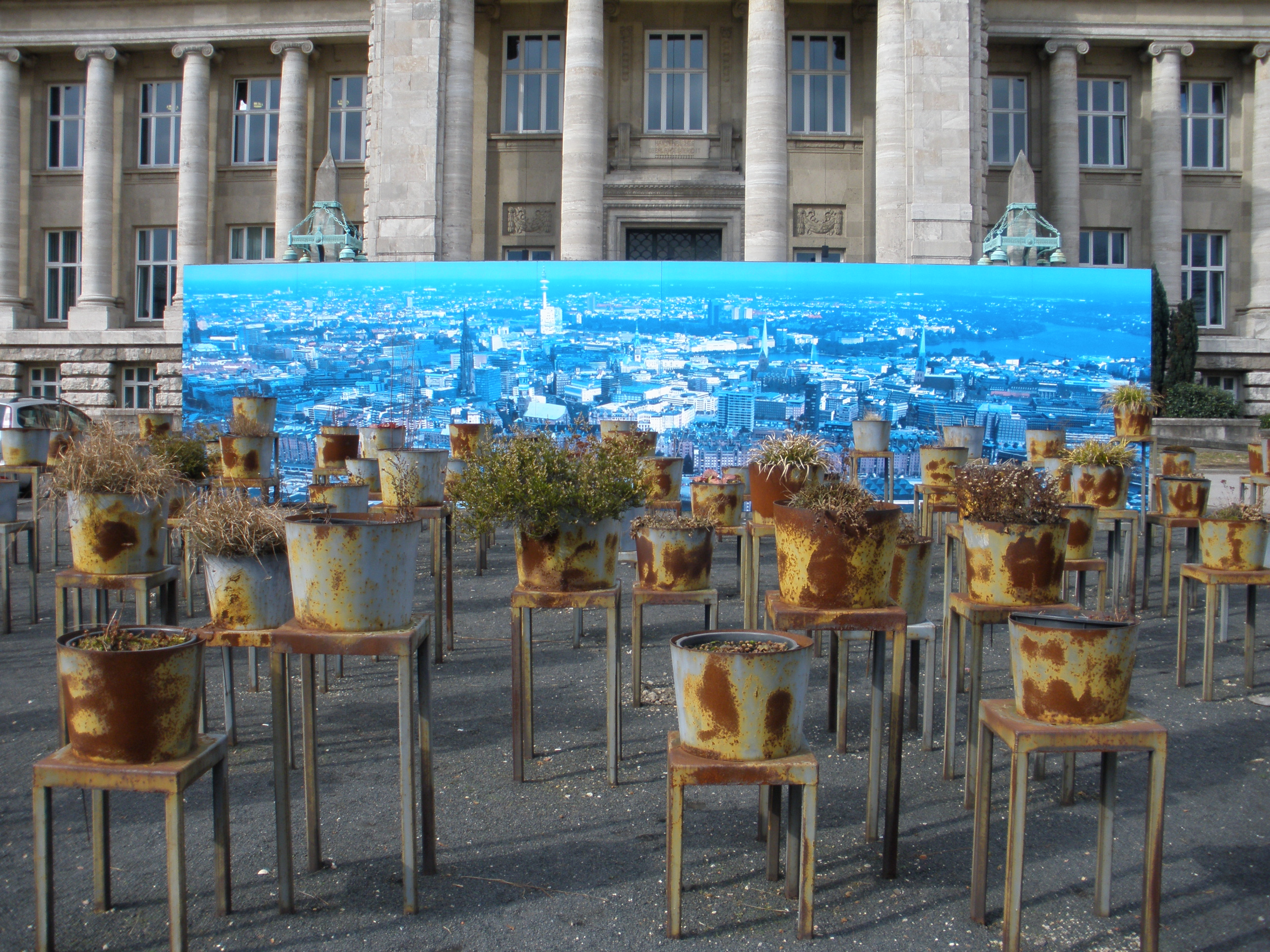
Hier + Jetzt (1997)